# Mastixia caudatilimba
Mastixia caudatilimba är en kornellväxtart som beskrevs av Cheng Yih Wu och T. P. Soong. Mastixia caudatilimba ingår i släktet Mastixia och familjen kornellväxter. Inga underarter finns listade i Catalogue of Life.